# Вильягуай
Вильягуа́й (исп. Villaguay) — город и муниципалитет в департаменте Вильягуай провинции Энтре-Риос (Аргентина), административный центр департамента.

## История
В 1823 году местным жителям было дано разрешение на то, чтобы на участке между ручьями Вильягуай и Бергара были построены часовня, домик священника и кладбище. В 1833 году местный властитель Криспин Веласкес решил сделать возникшие поселение официальным населённым пунктом, и в честь святой Розы Лимской назвал его Санта-Роса-де-Вильягуай.
В 1872 году был образован муниципалитет.